# Falling Stars
«Falling Stars» —en español: «Estrellas Fugaces»— es una canción compuesta por Gabriel Alares, Sebastian Lestapier, Ellen Berg y Leonid Gutkin, e interpretada en inglés por Lidia Isac. Se lanzó como descarga digital el 28 de abril de 2016 mediante Ragoza Music. La canción fue elegida para representar a Moldavia en el Festival de la Canción de Eurovisión de 2016 tras ganar la final nacional moldava, O Melodie pentru Europa, en 2016.

## Festival de Eurovisión

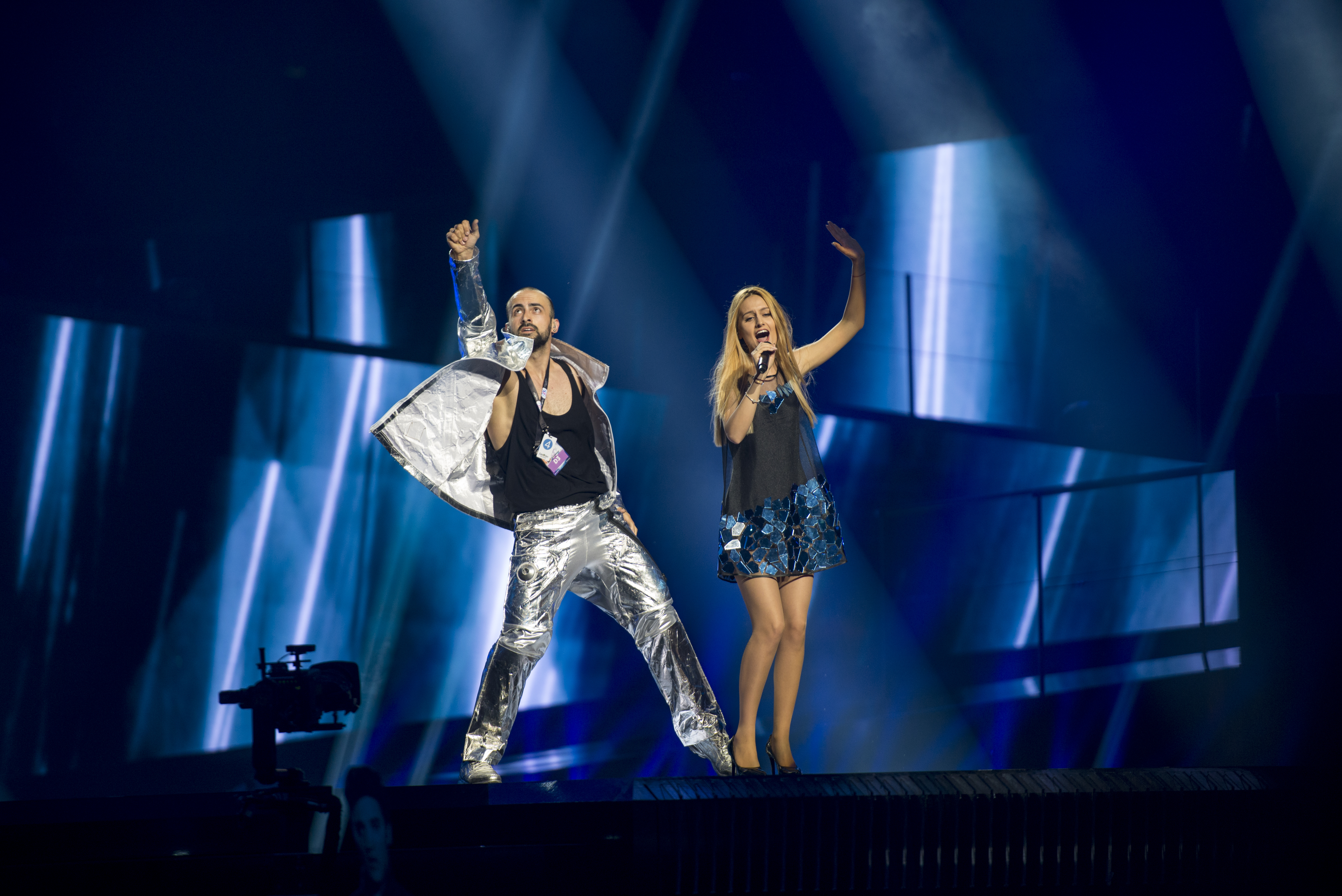
Lidia Isac (derecha) interpretando la canción en un ensayo antes de la primera semifinal del Festival de la Canción de Eurovisión 2016.

### O Melodie pentru Europa
Los artistas y compositores tuvieron la oportunidad de enviar sus canciones entre el 13 de octubre y el 7 de septiembre de 2015. En esta edición del certamen, los artistas internacionales solo podían competir si eran parte de un dúo o un grupo donde el 50% de la voz principal era de nacionalidad moldava. Los compositores podían tener cualquier nacionalidad. los artistas podían presentar más de una canción. Sin embargo, si eran elegidos como semifinalistas con más de una canción, el artista tendría que elegir una canción para continuar en la competición. Al final del plazo, se recibieron 47 canciones válidas.
La audición en vivo tuvo lugar el 19 de diciembre de 2015 el TRM Studio 2 en Chisináu, donde 24 semifinalistas fueron seleccinados para seguir. El jurado que evaluó las canciones durante las audiciones en vivo y seleccionaron a los 24 semifinalistas consistió de Petre Toma (música), Valeria Barbas (cantante y compositora), Andriano Marinan (director de orquesta de la Orquesta Joven), Ruslan Țăranu (cantante y compositor) y Luminița Dumbrăveanu (letrista). Los 24 semifinalistas estuvieron en una de las semifinales, en un sorteo celebrado el 1 de febrero de 2016.

#### La Final
La canción «Falling stars» fue interpretada durante la segunda semifinal, celebrada el 25 de febrero de 2016. Allí, recibió 17 puntos y quedó en primer puesto, logrando pasar a la final. Esta tuvo dos días más tarde, y la canción se declaró ganadora de la gala, siendo así elegida para representar a Moldavia en el Festival de la Canción de Eurovisión de 2016.

### Festival de la Canción de Eurovisión 2016
Esta canción fue la representación moldova en el Festival de la Canción de Eurovisión 2016.
El 25 de diciembre de 2016, se organizó un sorteo de asignación en el que se colocaba a cada país en una de las dos semifinales, además de decidir en qué mitad del certamen actuarían.
Así, la canción fue interpretada en tercer lugar durante la primera semifinal, celebrada el 10 de mayo de ese año, precedida por Grecia con Argo interpretando «Utopian land» y seguida por Hungría con Freddie interpretando «Pioneer». Durante la emisión del certamen, la canción no fue anunciada entre los diez temas elegidos para pasar a la final y por lo tanto no cualificó para competir en ésta. Más tarde se reveló que Moldavia había quedado en 17º puesto de los 18 países participantes de la semifinal con 33 puntos.